# جيريمي ميكس
جيريمي راي ميكس (بالإنجليزية: Jeremy Meeks) (مواليد 7 فبراير 1984) عارض أزياء وممثل أمريكي، سمي ب "المجرم الوسيم" اكتسب شهرة عالمية بعد أن تصدّرت صورته مواقع التواصل الاجتماعي، بعد أن نشر قسم الشرطة في كاليفورنيا على موقعه الرسمي على فيس بوك صورته بسجلّه الجنائي، فحققت الصورة أكثر من 95 ألف إعجاب، وانتشر على أثرها هاشتاقات عدة تتحدث عنه إنتشرت صورة عبر الإنترنت بعد أن ألقت الشرطة القبض عليه بتهمة حيازة أسلحة نارية بشكل غير قانوني، والانتماء إلى عصابات الشارع. وأجمع أغلب الرواد على أنه ملك جمال المجرمين، بدأ جيرمي مشواره في عالم الأزياء بعد إطلاق سراحه في وقت مبكر، قبل أن يكمل 27 شهراً، نظراً لحسن سلوكه في السجن، نشر جيرمي أولى صوره كعارض للأزياء على حسابه بموقع انستقرام.
فمنذ أن أفرج عنه في مارس 2016، دخل ميكس عالم الأزياء والموضة من أوسع أبوابه، ووقع عقودا مع ماركات عالمية، وهذا ما جعله فخورا للغاية بإنجازاته إذ ينشر صوره بشكل مستمر على إنستغرام.

## نشأته
ولد ميكس في 7 فبراير 1984 وهو ابن كاثرين أنجير وشقيق إيمري ميكس، انتقلت العائلة عام 1993 من ولاية واشنطن إلى ولاية كاليفورنيا وبالتحديد إلى مدينة فاكافيلي حيث نشأ طفولته وشبابه هناك حيث توجد عديد من العصابات المنشترة في المدينة
في عام 2002، اتُهم ميكس بالسرقة والإصابة الجسدية والاعتداء على فتى يبلغ من العمر 16 عامًا. حُكم عليه بالسجن لمدة عامين في أحد سجون كاليفورنيا، اعترف خلالها بادعاء أنه عضو في عصابة كريبس الجانب الشمالي.

## اعتقاله وشهرته عام 2014
ألقت إدارة شرطة ستوكتون القبض على جيريمي في 18 يونيو 2014، وثلاثة رجال آخرين في مهمة لإنفاذ القانون أطلق عليها اسم عملية وقف إطلاق النار. تم إدراج ميكس على أنه "مجرم مدان، تم القبض عليه بتهمة جناية الأسلحة". في اليوم نفس تم نشر صور ميكس والرجال الآخرين على صفحة فيسبوك الخاصة بقسم شرطة ستوكتون في غضون 24 ساعة فقط من تاريخ نشر الصور على صفحة القسم، حصلت صورة ميكس على ألف إعجابات وتعليقات، كان مزيجه المتعدد الأعراق من الملامح السوداء والبيضاء يعتبر جذابًا على نطاق واسع. في اليوم التالي، تعرف موقع الأخبار والترفيه BuzzFeed على صورة ميكس على أنها "ميم". في يوم الجمعة 20 يونيو، أنشأ معجبو تويتر علامة التصنيف "#feloncrushfriday" تكريمًا لصورة ميكس. واعترف جو سيلفا، المتحدث باسم قسم شرطة ستوكتون، بأن الصورة قد حظيت باهتمام أكبر من أي صورة أخرى منذ إطلاق صفحة فيسبوك في عام 2012.
تم تحديد جلسة المحكمة في يوليو 2014، بينما كان ميكس ينتظر محاكمته في سجن مقاطعة سان جواكين، وتم تحديد الكفالة بمبلغ 1،050،000 دولار. أنشأت والدة جريمي صفحة في محاولة لجمع الأموال من أجل كفالته. استخدمت أخته عائدات الحملة لتوكيل محامٍ للدفاع عنه، في 3 يوليو 2014، وجهت هيئة محلفين كبرى في شمال كاليفورنيا لائحة اتهام إليه بتهمة حيازة مسدس نصف آلي عيار 0.45 تم نقله عبر حدود الولاية في ارتكاب جريمة السرقة الكبرى. أسقطت الولاية التهم الموجهة إلى ميكس وتم تسليم قضيته إلى المدعين الفيدراليين، في 5 فبراير 2015، أدان قاضٍ فيدرالي جيريمي بتهمة كونه مجرمًا يحمل سلاحًا ناريًا، وحكم عليه بالسجن لمدة 27 شهرًا فيدراليًا. كما أمر القاضي جيريمي بالمشاركة في برنامج علاج تعاطي المخدرات التابع لمكتب السجون لمدة 500 ساعة. تم سجنه في مؤسسة ميندوتا الإصلاحية الفيدرالية. قضى ميكس 13 شهرًا من العقوبة، وتم إطلاق سراحه من السجن في 8 مارس 2016، وبعد ذلك أُمر بالإقامة في منشأة سكنية انتقالية لبضعة أسابيع.

## روابط خارجية
- جيريمي ميكس على موقع IMDb (الإنجليزية)
- جيريمي ميكس انستغرام